# انگلس، تارن
انگلس (به فرانسوی: Anglès) یک کمون در فرانسه است که در canton of Anglès واقع شده‌است. انگلس ۸۵٫۶۲ کیلومتر مربع مساحت دارد ۷۵۰ متر بالاتر از سطح دریا واقع شده‌است.